# Bartkowa Stajnia
Bartkowa Stajnia (dodatkowa nazwa w j. kaszub. Bartkòwô Stajniô) – osada w Polsce położona w województwie pomorskim, w powiecie kościerskim, w gminie Lipusz.
Do końca 2015 roku stanowiła część wsi Tuszkowy.
Bartkowa Stajnia jest położona niedaleko jeziora Fiszewo, znajdującego się w gminie Studzienice.
W latach 1975–1998 miejscowość administracyjnie należała do województwa gdańskiego.